# Pour le piano

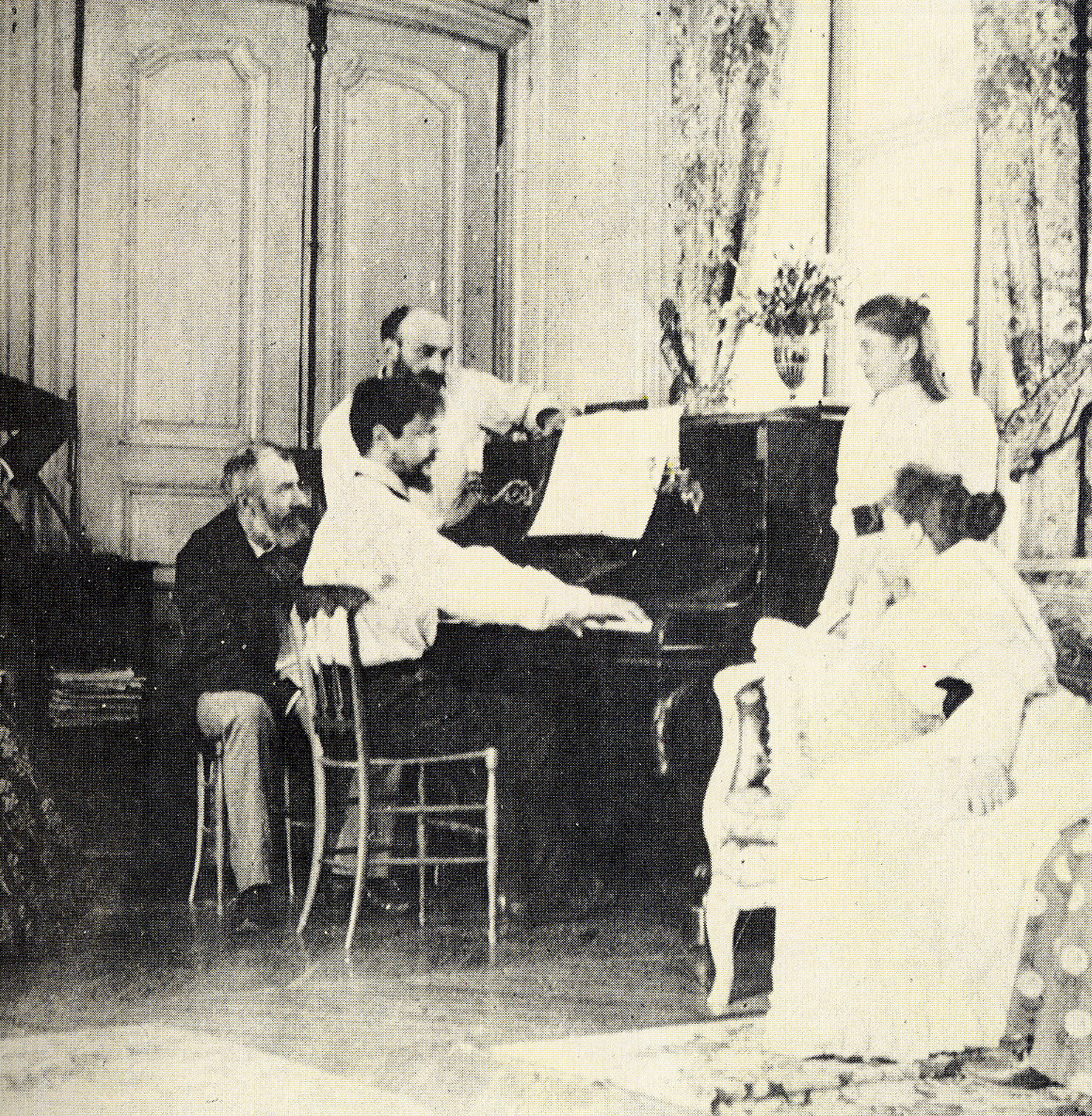
Debussy vid pianot år 1893.

Pour le piano (För pianot), op. 95, är en svit för solopiano av Claude Debussy. Den består av tre av varandra oberoende komponerade satser: Prélude, Sarabande och Toccata. Sviten färdigställdes och publicerades år 1901. Den hade premiär den 11 januari 1902 vid Salle Érard och framfördes då av Ricardo Viñes. Maurice Ravel orkestrerade mittensatsen.
Sviten anses vara Debussys första stora pianokomposition och har spelats in många gånger. Det tyska förlaget Bärenreiter publicerade en version år 2018, i samband med 100-årsminnet av Debussys död.